# Дядькін Йосип Гецелевич
Йосип Гецелевич Дядькін (* 1928, Біла Церква, Київська область, Українська СРР — 9 березня 2015, Твер, Росія) — радянський і російський правозахисник, дисидент, член Московської Гельсінської групи.
Закінчив Ленінградський політехнічний інститут, кандидат фізико-математичних наук.
У 1976 році у самвидаві випустив брошуру «Статистика», в якій оцінив демографічні наслідки сталінських репресій в СРСР. Брошура активно поширювалася в самвидаві, а згодом була опублікована на Заході.
У березні 1980 року був затриманий у Криму, де на прохання московських правозахисників зустрічався з групою кримських татар, що зазнавали гонінь. У квітні того ж року заарештований і засуджений до трьох років в'язниці за статтею 190 частина 1 КК РРФСР. На захист Дядькіна виступав Олександр Солженіцин.
З 1991 року брав участь у створенні й роботі тверського відділення історико-просвітницького товариства «Меморіал».